# محمد أبو سمرة (فلسطيني)
محمد أبو سمرة (1936 - 11 يناير 2010)، مناضل عربي فلسطيني ذو توجه قومي عربي عرف بتأييده للفكر الناصري.
ولد في قرية عين كارم الواقعة غرب القدس عام 1936. هو أحد مؤسسي منظمة فلسطين العربية عام 1969 التي سعت إلى تجسيد التيار القومي العربي في العمل الفدائي الفلسطيني.